# Torre dei macellai

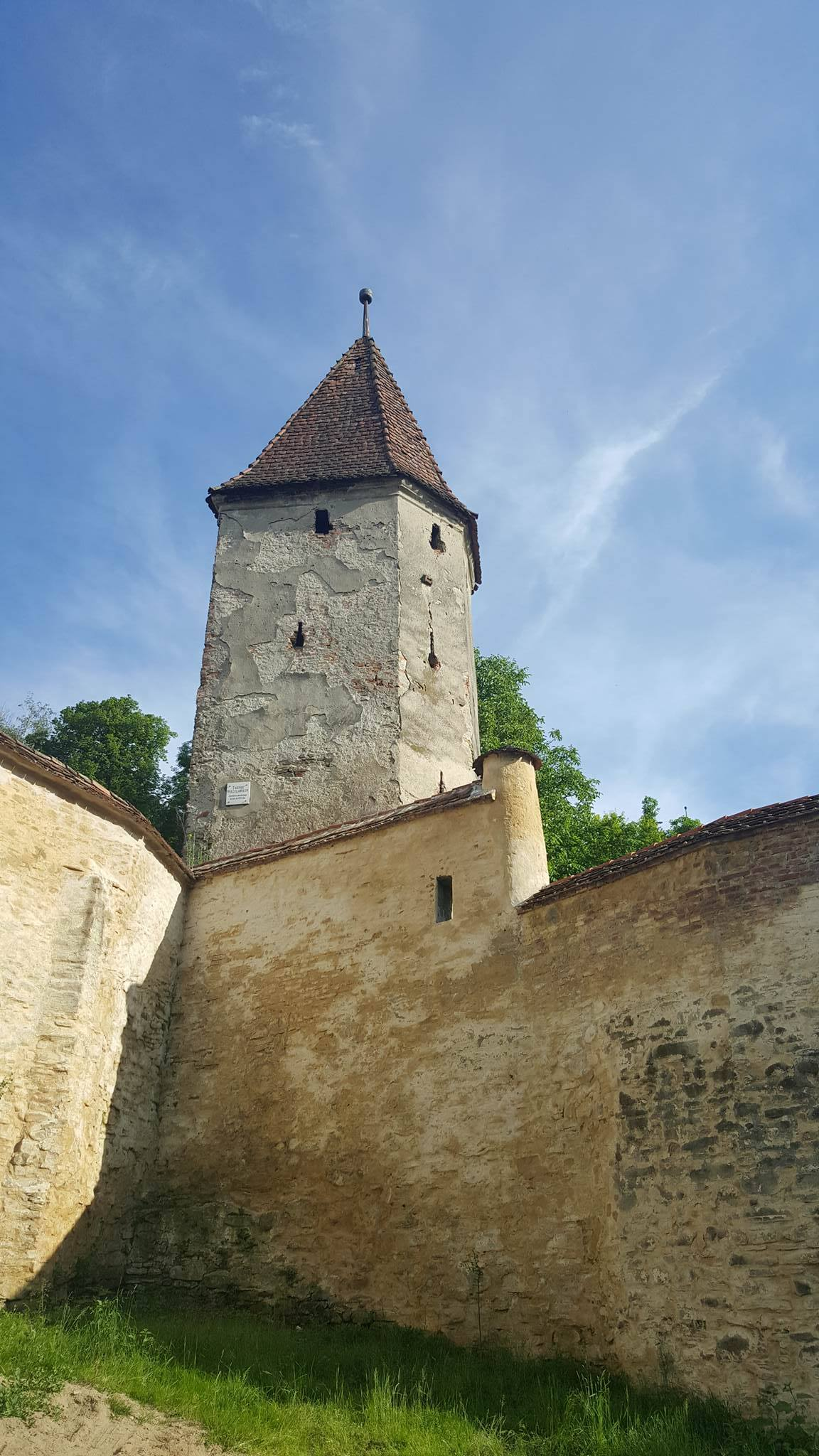
Torre dei macellai

La Torre dei Macellai (Turnul Măcelarilor in romeno) è una delle nove torri situate nella cittadella di Sighișoara, nel distretto di Mureș, in Romania. La Torre del macellaio fu costruita nel XV secolo. Originariamente, la torre aveva la forma ottagonale di un prisma, ma nel XVI secolo fu ricostruita a forma di esagono e messa su col preciso obbiettivo di allargare il colpo d'occhio sul piccolo bastione costruito proprio di fronte. La torre conta tre piani con cinque brecce e l'accesso si aveva, in passato, dalle mura di cinta. Fortunatamente, l'incendio del 1676 non ebbe alcun impatto sulla torre. Questa, insieme al bastione ebbe una grande importanza nella difesa della cittadella dalla minacce provenienti da Ovest.
Documenti risalenti al 1680 accennano al fatto che la torre abbia ospitato cinque archibugi, alcune palle di cannone e quintali di polvere da sparo.